# Leinster hercege
Leinster hercege ír főrendi cím, amely a mai napig létezik, viselője Maurice FitzGerald Leinster 9. hercege (1948. április 7.–). Ez a legrégebbi létező ír főrendi hercegi cím – az Abercorn hercege a másik létező ír hercegi cím. A címet először a III. Vilmos királyt szolgáló Meinhardt Schomberg kapta meg, de bár örökölhető volt a cím, örökös hiányában a cím kihalt.
A címet a FitzGerald család tagjai viselik, az ősük Írország anglo-normann megtámadásakor kerültek a szigetre. Hamarosan ír feudális bárói címet – Offaly bárója – szereztek, 1316-tól pedig Kildare grófjai ír főrendi címet használták egészen a Leinster hercege cím 1766-os elnyeréséig. A FitzGeraldok sokáig próbáltak egyensúlyozni az ír nemzeti érdek, saját gazdasági érdekeik és a fokozatosan erősödő angol uralmi elvárások között. Az ír történelem a Kildare grófok tevékenységét pozitívan értékeli. Az utolsó néhány Leinster herceg életvitele méltatlan az őseikéhez mérten.
A szócikk speciális jelölései
A szócikkhez szorosan kötődő főnemesi címek mellett előfordulhat a ( 1488 II) jelzés. Ez azt jelenti, hogy a nemesi címet a skót peerage-ben, főrendben hozták létre 1488-ban. Ez volt a cím második létrehozása. Gyakran csak a létrehozás sorszámát jelentő római számokat adjuk meg.
A dőlt betűs, kurzív nemesi cím jelentése: a viselő az apja (esetleg nagyapja) második (harmadik) címét viseli, az az ő az örökös vagy az örökös örököse.

## Leinster hercege cím először
A Leinster hercege ( 1690 I) címet először Schomberg (eredetileg Schönberg) hercege nyerte el III. Vilmos királytól 1690-ben, a Boyne-i csata után. A címet haláláig, 1719-ig viselte, ekkor a cím férfi örökös hiányában kihalt.
Shomberg hercegek családfája
A családfán nem szerepel a család összes tagja, csupán a szócikk megértéséhez szükségeseket tüntettük fel.
- Friedrich Schomberg marsal (1615–1690),  Schomberg 1. hercege (1689)
  - Friedrich X von Schönberg grófja (1640–1700),  Mértola grófja[m 3]
    - Maria Wilhelmina Elisabeth von Schönberg grófnője,  Mértola grófnője[m 3]

  - Meinhardt Schomberg (1641–1719),  Schomberg 3. hercege,  Leinster 1. hercege (1690)
    - Charles Schomberg (1683–1713), Harwich márki
    - Frederica Mildmay (1687–1751),  Mértola grófnője[m 3]

  - Charles Schomberg (1645–1693), Schomberg 2. hercege

Frederic Schomberg (1615–1690), Schomberg 1. hercege KG

Schomberg első hercegének címerpajzsa

Frederic Schomberg német származású katonatiszt és diplomata volt, aki a XVII. században számos európai uralkodó szolgálatában állt. Kezdetben Németországban, majd Hollandiában szolgált, ahol részt vett jelentős katonai hadjáratokban. Később Franciaországban XIV. Lajos alatt szolgált, de a katolikus hit és Franciaország bigottsága miatt 1685-ben elhagyta az országot. Angliába érkezése után III. Vilmos király szolgálatába állt. 1689. május 9-én elnyerte az angol főrendben a Schomberg hercege ( 1689) címet. Friedrich Schomberget azért tette egyből herceggé az uralkodó, mert katonai szolgálatai kiemelkedően fontosak voltak, különösen a Dicsőséges Forradalom és az azt követő ír hadjáratok sikeréhez. Kulcsszerepet játszott az 1690-es Boyne-i csatában, ahol Írországban harcolt a jakobita erők ellen. A csatában hősi halált halt.
Meinhardt Schomberg (1641–1719), Schomberg és Leinster hercege  KG PC
Frederic Schomberg legidősebb fia, Meinhardt Schomberg apjával együtt érkezett Angliába. Az 1690-es Boyne-i csata után, kiemelkedő vitézségéért, III. Vilmos király Leinster hercege címmel tüntette ki 1690. június 30-án az ír főrendben ( 1690 I). Amikor bátyja, Charles, Schomberg hercege gyermektelenül elhunyt 1693-ban, Meinhardt örökölte a Schomberg hercege címet is. Így lett ő Schomberg és Leinster hercege. Meinhardt Schomberg Térdszalagrend lovagja és a Német-római Birodalom grófja is volt, azonban katonai és politikai pályafutását gyakran beárnyékolta heves természete és konfliktusai. 1719-ben halt meg, férfiági örökös nélkül, így a Leinster hercege és a Schomberg hercege címek kihaltak vele.

## Leinster hercege cím másodszor
A Leinster hercege (és a Kildare grófja) cím egybefonódik a FitzGerald klán, család történetével, így ennek rövid bemutatása következik.
A FitzGerald-dinasztia egy hiberno-normann nemesi és arisztokrata család, amely eredetileg cambro-normann és anglo-normann származású. Írország nemesei közé tartoznak legalább a XIII. századtól kezdve. A dinasztiát gyakran Geraldine-eknek is nevezik, és egykor Írország legnagyobb földbirtokosai voltak.
Hatalmukat Írország jelentős területeinek gyarmatosításával és meghódításával szerezték meg, amelyet Gerald de Windsor fiai és unokái vittek véghez. Gerald de Windsor (más néven Gerald FitzWalter) a walesi Pembroke várának első kapitánya volt, és a FitzMaurice és FitzGerald dinasztia férfiági őse lett (a „fitz“ az anglo-normann „fils“, azaz "valakinek a „fia“ kifejezésből származik). Apja, Walter FitzOther báró, I. Vilmos angol király, a Hódító idején Windsor várának első kapitánya és kormányzója volt.
A családnak két főága van. Az egyik a szócikk tárgyát képező kildare-i FitzMaurice-ok és FitzGeraldok (1316-tól Kildare grófjai, később Kildare márkijai, majd 1766-tól Leinster hercegei és Írország első nemesei) és a szócikknek tárgyát nem képező desmond-i Fitzmaurice-ok és FitzGeraldok (Desmond bárói, később Desmond grófjai – ma is élő cím).

### Offaly ír feudális báróság
Offaly (ír feudális) báróság volt, az élén  álló személy címe Lord of Offaly, azaz Offaly ura volt. A cím első három viselője azonos a rendelkezésre álló források szerint. A negyedik nem, egyes források szerint hat báró Offaly is létezett. A Források között szereplő Irish Biography öt – a hatodik Kildare első grófja – báró esetében időrendi és öröklési sorrend hibái találhatók, viszont erre maga a mű is utal. Két lehetséges báró pár hónap különbséggel halt meg. A másik forrás a Wikidata, amelynél viszont nincsenek megadva a dátumok forrásai. A szintén a Forrásokban szereplő The Peerage nem sorszámozza a tisztség viselőket. Az egyes címviselők beazonosítását nehezíti a források által megadott eltérő születési és halálozási dátumok is.
A következőkben néhány fontosabb, a FitzGerald család felemelkedésében szerepet játszó személy rövid életrajzát olvashatja. A ki nem emelt családtagokról a családfán a nevük mellett álló lábjegyzetre kattintva talál információt.
Walter FitzOther
Walter FitzOther, a Buckinghamshire-i Eton földbirtok feudális bárója, Hódító Vilmos király egyik fő rezidenciájának, a Berkshire-i Windsor kastélyának volt első kapitánya. Jelentős földbirtokos volt, 21 tenant-in-chief és további 17 mesne tenant birtoka volt Berkshire, Buckinghamshire, Surrey, Hampshire és Middlesex megyékben.
Gerald de Windsor
Gerald de Windsor, más néven Gerald FitzWalter, walesi-normann földesúr volt, aki Pembrokeshire-ben a Pembroke kastély első várkapitánya volt. A windsori vár első normann-francia várkapitányának fia, valamint a walesi deheubarthi király hercegnő lányának férje. A normann erők parancsnoka volt Délnyugat-Walesben. Emellett Arnulf de Montgomery normann főnemes intézője és kormányzója is volt. Leszármazottai közé tartozott az ír FitzGerald-dinasztia, valamint a FitzMaurice, De Barry és Keating családok, amelyek a XIV. században az Írország főnemesei közé emelkedtek. Gerald a berkshire-i Moulsfordban élő, jelentős Carew család őse is volt, amely pembrokeshire-i a Carew Castle, valamint Devonban Mohuns Ottery birtokosa volt.
Felesége Nest ferch Rhys (~1085–1136) Wales utolsó deheubarthi királyának – Rhys ap Tewdwr – és feleségének – Gwladys ferch Rhiwallon ap Cynfyn – lánya volt. Családja a Dinefwr-házhoz tartozott. Nest ferch Rhys  a FitzGerald-dinasztia ősanyja.
Maurice FitzGerald (–1176), Llanstephan, Maynooth és Naas ura

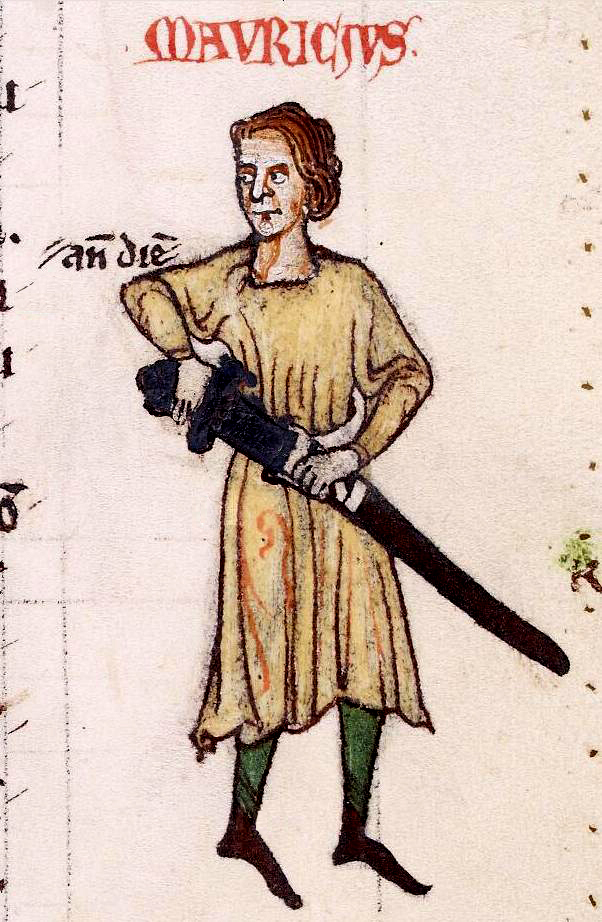
Maurice FitzGerald, Lord Lanstephan, ahogy az az Expugnatio Hibernica kéziratában látható, amelyet unokaöccse, Gerald of Wales írt 1189-ben

Maurice FitzGerald az angol-normann invázió egyik meghatározó alakja volt Írországban, akinek jelentős szerepe volt az ország történelmének alakításában. 1169-ben érkezett meg Wexfordba, miután Dermot MacMurrough, Leinster száműzött királya segítségért fordult az angol-normannokhoz, hogy visszaszerezze trónját. Maurice FitzGerald és féltestvére, Robert FitzStephen együtt érkeztek kisebb sereggel, hogy támogassák Dermot ügyét. Első sikerük Wexford elfoglalása volt, amelyet stratégiai bázisként használtak.
1171-ben FitzGerald részt vett Dublin védelmében Roderic O'Conor, Connacht királyának támadásával szemben. Az ír király mintegy 30 000 fős sereget vezetett Dublin ostromára, miközben a kikötőt a Man-szigeti flotta blokád alatt tartotta. Bár az ostromot visszaverték, FitzStephen Wexford mellett ír fogságba került.
1172 áprilisában, amikor II. Henrik angol király Írországból visszatért Angliába, Hugh de Lacy, Meath ura vezetése alatt FitzGeraldot és FitzStephent nevezték ki Dublin őreivé . Ugyanebben az időszakban FitzGerald megmentette de Lacy életét az O’Rourke klánnal való összecsapás során. De Lacy visszahívását követően 1173-ban, nézeteltérések alakultak ki FitzGerald és Richard de Clare között, ezért Maurice visszavonult Walesbe.
Maurice – vélhetően családi örökségként – a walesi Llanstephan ura volt. Írországi tevékenységéért elnyerte a Maynooth és Naas ura címeket is – a kor szokásának megfelelően (vélhetően) ez a címhez tartozó uradalmat is jelentette. FitzGerald elismert katonai vezető volt, aki a hadjáratokban mindig megfontolt és körültekintő taktikát alkalmazott. Nem volt hirtelen vagy elhamarkodott, inkább megfontolt támadóként és szilárd védőként ismerték. A harcokban tanúsított bátorsága és bölcsessége kiemelkedővé tette kortársai között. Halála nagy veszteséget jelentett az angol érdekek számára Írországban.

#### Offaly ír feudális bárók családfája
A családfán nem szerepel az összes leszármazott, nem tüntettük fel az összes feleséget és gyereket.
- Walter FitzOther ∞ Gladys ap Comyn
  - Gerald de Windsor[m 12] ∞ Nest ferch Rhys (~1085–1136) [m 13]
    - David FitzGerald (1103–1176)[m 14]
    - Maurice FitzGerald (–1176),  Lanstephan ura
      - Thomas FitzMaurice FitzGerald (1175?–1213)[6]
        - John FitzGerald (–1261)[m 15], 1. báró Desmond
        - ...innen báró Desmond ( 1259),  Desmond grófja ( 1329), később  Denbigh grófja

      - Gerald FitzMaurice (1150?–1204),[7]  Offaly 1. ura ∞ Eve de Bermingham[m 16]
        - Maurice FitzGerald (1194–1257)[8],  Offaly 2. ura
          - Maurice FitzGerald (1238–1286)[9],  Offaly 3. ura
          - Gerald fitz Maurice (1220-1243)
            - Maurice FitzGerald [Muiris Ruadh] (–1268), ∞ Agnes de Valence (1250–1310)
              - Gerald Fitz Maurice (–1286)[10],  Offaly 4. ura ∞ Jeanna de Joinville,  Upper Salm grófnője

          - Thomas Fitz Maurice (~1229-1271)
            - John FitzGerald (1250-1316)  Offaly 5. ura,  Kildare 1. grófja (1316)
              - ... a családfa itt folytatódik! (Kildare grófok)

### Kildare első tíz grófja, a cím elnyerésétől a cím elvételéig
John FitzGerald (1250-1316) Offaly 4. ura, Kildare 1. grófja (1316)

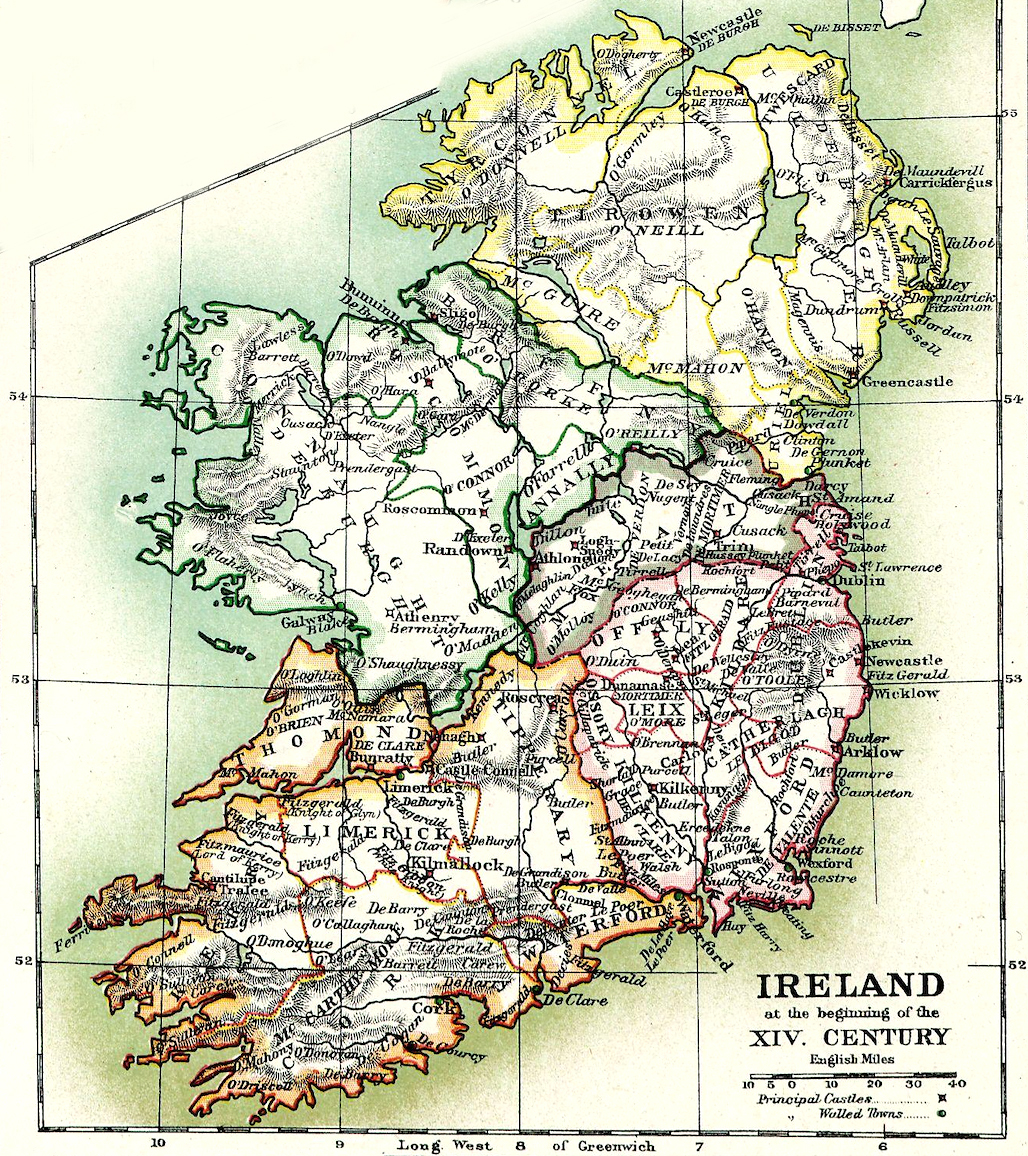
Írország térképe, körülbelül 1310-ből. A bal alsó rózsaszín terület jobb felső részén, ahol összeér a balra lévő narancssárga és a felette levő szürkés területtel található Offaly. Mellette jobbra Kildare (a felirat kilencven fokkal el van forgatva). Offaly A betűje alatt van Lea vára, amit Kildare 1. grófja szövegrész említ – a térkép jelölése szerint fontos kastély. A vár alatt pedig a Fitz Gerald felirat olvasható, vélhetően ez jelzi a család birtokát.

John FitzThomas FitzGerald (1250-1316. szeptember 12.) 1287-ben, nagybátyja, Maurice FitzGerald halála után, örökölte az Offaly ura címet. 1291-ben súlyos vitába keveredett William de Vesci-vel, Kildare urával és Írország főbírájával, akit elnyomással és az ország védelmének elhanyagolásával vádoltak. FitzGerald I. Eduárd angol királyhoz fordult, aki mindkét felet Londonba hívta, hogy tisztázzák az ügyet. De Vesci azonban Franciaországba menekült, így a király FitzGerald javára döntött, és neki adományozta de Vesci elkobzott birtokait, köztük Kildare és Rathangan uradalmait. 1294-95-ben konfliktusba került Richard de Burgh-gal, Ulster 2. grófjával, akit elfogott és több hónapig fogva tartott Lea kastélyában. Később kibékültek, és FitzGerald legidősebb fia feleségül vette de Burgh lányát, Joant. 1296-ban és 1299-ben I. Eduárd skót hadjárataiban harcolt az angol koronáért. 1307-ben, veje, Edmund Butler oldalán, leverte az Offaly-ban lázadókat, akik lerombolták Geashill kastélyát és felégették Leix városát. 1312-ben hadvezérként Munstert járta, hogy elfojtsa a fegyveres ír lázadókat. 1315-ben Edward Bruce, I. Róbert skót király testvére, 6000 emberrel betört Írország északi részébe, és Dundalkban Írország királyává koronázták. FitzGerald heves ellenállást tanúsított, jelentős veszteségeket okozva a skótoknak és szövetségeseiknek. 1316. május 14-én II. Eduárd angol király Kildare grófjává ( 1316) nevezte ki. Ugyanebben az évben a Limerick megyei Adare-ban megalapította az Ágoston-rendi kolostort. 1316. szeptember 12-én hunyt el Maynooth közelében. A kildare-i ferences kolostorban temették el.
Thomas FitzGerald (–1328), Kildare 2. grófja
Thomas FitzGerald (– 1328. április 5.) 1317-ben 30 000 fős sereggel indult Edward Bruce ellen. FitzGerald több alkalommal (1321, 1326) is betöltötte az ír főbíró tisztségét. Élete során Írország továbbra is egymással harcoló frakciók által szabdalt volt. A gróf bevezette területein az ír „bonaght”  vagy „coigne and livery” néven ismert rendszert, amelyben élelmet és pénzt szedtek az emberektől és lovaktól fizetség nélkül – ahogy ezt Ormond és Desmond grófjai is tették a saját uradalmaikban. 1328. április 9-én halt meg Maynooth-ban, és a kildare-i Grey Abbey-ben temették el.
Richard FitzGerald (1317–1329), Kildare 3. grófja
Richard FitzGerald tizenegy évesen örökölte a grófi címet, de egy év múlva július 7-én elhunyt el Rathanganban. Apja mellett temették.
Maurice FitzGerald (1318 Írország – 1390. augusztus 25.), Kildare 4. grófja
Maurice FitzThomas FitzGerald (1318 Írország – 1390. augusztus 25.) 1331-ben követte fiatalon elhunyt bátyját a grófi címben. 1339-ben elfojtotta az O'Dempsey klán lázadását Leinsterben, majd 1346-ban az O'More klán ellen vezetett sikeres hadjáratot Bermingham főbíró oldalán. Ebben az évben azonban bebörtönözték, mert hűtlenséggel vádolták, de hamarosan szabadon engedték, és visszanyerte a király kegyét. 1347-ben III. Eduárd meghívására részt vett a Calais ostromában harminc fegyveres lovaggal, ahol bátorsága elismeréseként lovaggá ütötték. 1360-ban kinevezték Írország főbírájává (Lord Justice), amely pozíciót több alkalommal is betöltötte, utoljára 1375-ben. 1364-ben ír nemesek küldöttségét vezette III. Eduárd elé, hogy panaszkodjon az ír kormányzás visszaéléseiről és az egyes hivatalnokok, különösen Thomas de Burley korrupciójáról. 1378-ban kártérítést kapott az államkincstártól O'Morchoe klán elleni hadjárat során elvesztett hat embere és fegyverei után. A dublini Christ Church székesegyházban temették el.
Gerald FitzGerald (–1432), Kildare 5. grófja
Gerald (– 1432. október 13.) Kilkennyben legyőzte az O'Carrol klánt, megölve vezetőjüket és 800 emberüket, ezzel megerősítve hatalmát a térségben. 1408-ban a helytartói hatalom iránti tiszteletlenség miatt a dublini kastélyba zárták, szabadulása érdekében 300 márka – közepes méretű birtok ára – bírságot kellett fizetnie. 1418 körül John Talbot, Shrewsbury 1. grófja, Lord Lieutenant politikáját ellenzők vezetőjeként tűnt fel. Ellenfelei hazaárulással vádolták, lefogták, de a vádak alátámasztására nem volt elegendő bizonyíték, így visszakapta birtokait és címeit. Egyetlen fia korábban meghalt, így az ötödik gróf halála után a grófi címet testvérének, Johnnak kellett volna örökölnie, de Ormonde grófja is igényt tartott a címre felesége, Joan jogán. A bírák a címet Johnnak ítélték, pontosabban a fiának, Thomas FitzGeraldnak, mert az elhúzódó vita alatt John meghalt.
John FitzGerald (–1432), Kildare 6. grófja

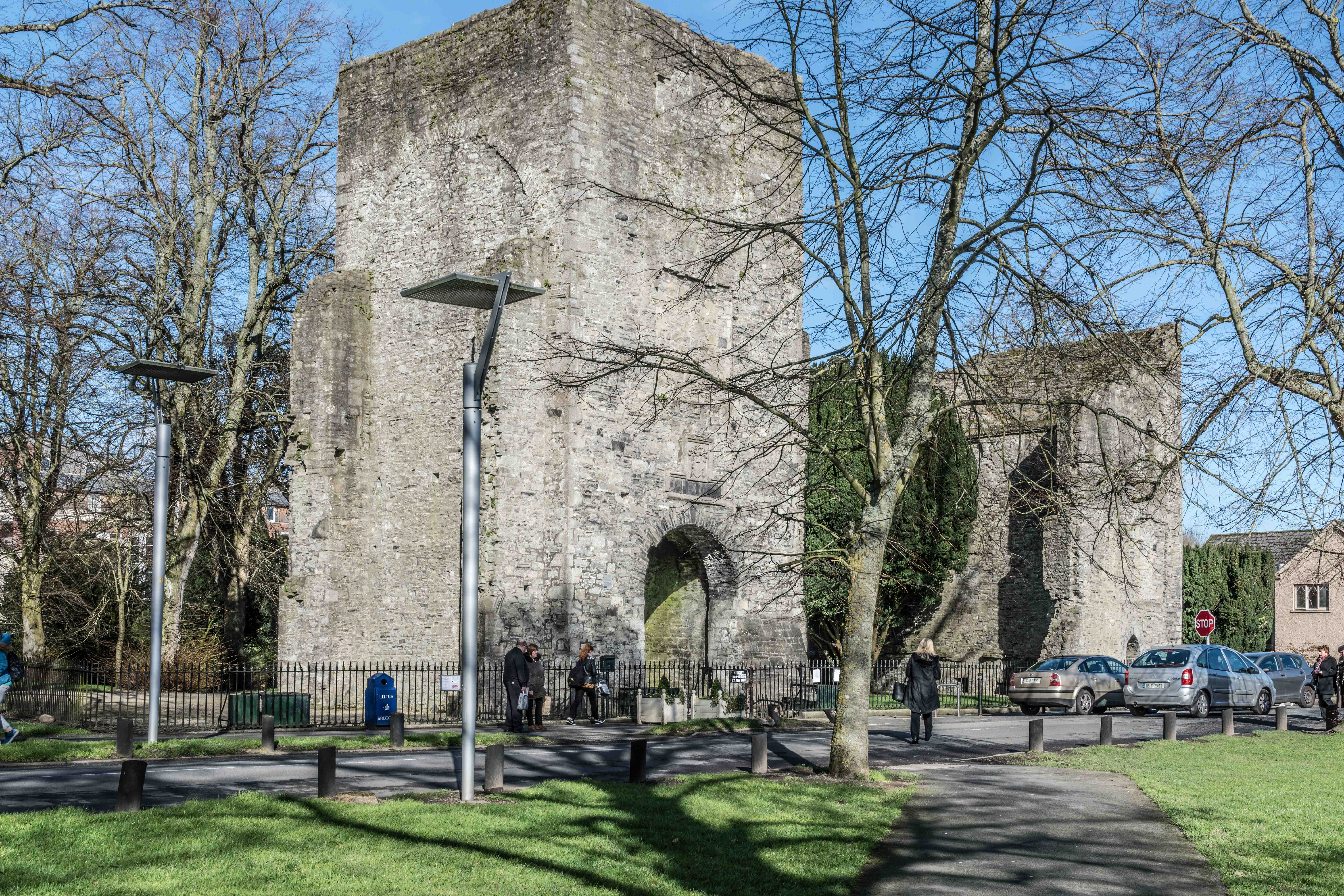
Maynooth vára XII. századi romos vár Maynoothban, Kildare megyében, Írországban, amely a Maynooth Egyetem déli kampuszának bejáratánál található. A modern Kildare területét 1176-ban Richard de Clare, Pembroke 2. grófja adományozta Maurice FitzGeraldnek. A vár a XII. század végén épült két patak találkozásánál, és innentől kezdve a FitzGerald család otthonává vált. A XV. században John FitzGerald jelentősen kibővítette. A FitzGeraldok Kildare grófjaiként és Írország helytartóiként emelkedtek ki

Az ötödik gróf halálát követően sógora, Ormonde grófja vitatta a grófi címhez való jogosságát, a vonatkozó pert csak hálála után nyert meg John. Az írek „görbe Shane” (Shane Cam) vagy egyszerűen „púpos” (Crouchback) néven ismerték. Jelentős építkezéseket végzett, többek között megerősítette és kibővítette Maynooth és Kilkea kastélyait, az előbbi több mint egy évszázadon át a Kildarei grófok fő rezidenciája volt.
Thomas FitzGerald (1421–1478),  Kildare 7. grófja
Thomas FitzGerald (1421 – 1478. március 25.) többször is betöltötte az Írország helytartója (1454–459 és 1468–1475), főbírója (1454 és 1461–1470) és kancellárja (1463-1468) tisztségeket. 1460-ban Droghedába hívta össze az ír parlamentet, amely elérte a törvényhozási függetlenséget. Unokatestvérével, Thomas FitzGerald, Desmond 7. grófjával együtt a hazai önrendelkezési párt vezetői voltak. 1468-ban mindkettőjüket hazaárulás vádjával elítélték és birtokaikat elkobozták. Desmond grófját kivégezték, de Kildare grófja sikeresen megvédte ügyét a király előtt, és az ítéletet visszavonták. Thomas megalapította a „Szent György Testvériségét“, egy állandó hadsereget a Pale területén, amelynek célja az ír ellenségek és angol lázadók elleni védekezés volt.
Gerald FitzGerald a „nagy gróf“ (~1456–1513), Kildare 8. grófja KG
Gerald FitzGerald (~1456 Írország – 1513. szeptember 3. Kildare) a XV. és XVI. századi Írország egyik legbefolyásosabb nemese volt. 1477-ben örökölte a grófi címet, és ugyanebben az évben kinevezték Írország helytartójává. 1478-ban elvesztette pozícióját, mert az angol udvar úgy vélte, hogy túlságosan együttműködik a helyi gael klánokkal és nem eléggé képviseli az angol érdekeket. Helyére az angol származású Henry Greyt, Codnor 4. báróját  nevezték ki, aki az angol udvar bizalmát élvezte. Henry Grey azonban nem tudta megszilárdítani a hatalmát Írországban, mert nem nyerte el a Pale nemeseinek támogatását. FitzGeraldot 1479-ben visszahelyezték a helytartói pozícióba. Helytartósága alatt jelentős befolyásra tett szert, és gyakran nevezték „Írország koronázatlan királyának”.
1494-ben VII. Henrik angol király parancsára letartóztatták és a londoni Towerbe zárták, mivel azzal vádolták, hogy támogatta a trónkövetelő Lambert Simnelt. 1496-ban sikerült meggyőznie a királyt hűségéről, így visszanyerte helytartói tisztségét. 1504-ben vezette az angolbarát erőket a knockdoei csatában, ahol legyőzte a nyugat-írországi klánok szövetségét, ezzel megerősítve angol befolyását a régióban, 1505-ben el is nyerte a Térdszalagrendet. Uralkodása alatt támogatta a Dublini Egyetem alapítását, elősegítve a sziget kulturális fejlődését, és 1512-ben a Szent Patrik-székesegyházban tartott parlamenti ülésen megerősítette az angol törvények érvényességét Írországban.
1513. szeptember 3-án hunyt el, és a kildare-i ferences apátságban temették el. Gerald FitzGerald politikai ügyessége és katonai sikerei révén jelentős mértékben hozzájárult az angol uralom megszilárdításához Írországban. Bár angol hűbéres volt, gyakran együttműködött a gael klánokkal, és támogatta a helyi kultúrát, ami miatt népszerű volt az ír lakosság körében. Emlékét ma is őrzik, mint az egyik legjelentősebb ír nemest, aki hidat képezett az angol és ír világ között. Gyakran „Gearóid Mór”, azaz a „nagy gróf“-ként hivatkoznak rá.
Gerald FitzGerald a „kis Gerald“ (1487–1534), Kildare 9. grófja

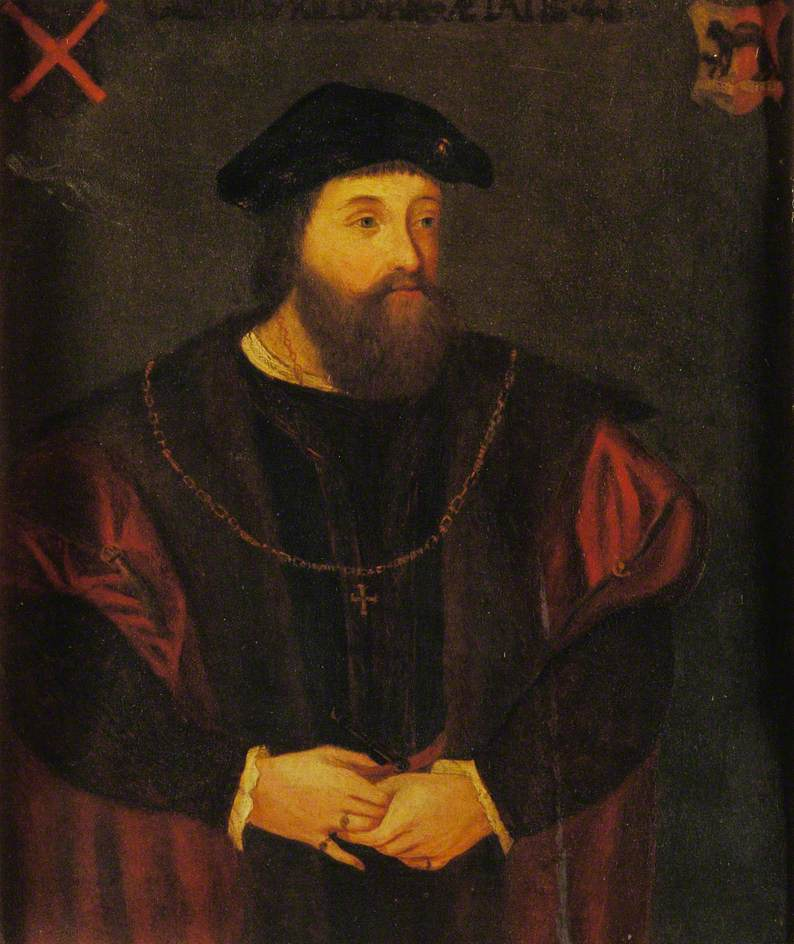
Gerald Fitzgerald, Kildare 9. grófja

Apja, Kildare 8. grófja jelentős politikai befolyással bírt Írországban. Geraldot gyakran nevezték „Gearóid Óg“-nak, azaz „kis Geraldnak“. Első feleségét 1503-ban, mindössze 16 évesen vette el. Ugyanebben az évben kinevezték Írország főkincstárnokává, amely tisztséget 1513-ig töltötte be. Az apja halálával örökölte a Kildare grófja címet és kinevezték Írország helytartójává, ezt a tisztséget többször is betöltötte (1513, 1524–1525, 1532–1534). 1519-ben VIII. Henrik angol király Londonba rendelte, ahol politikai riválisai azzal vádolták, hogy túlságosan együttműködik a helyi gael urakkal, és nem elég hűséges a koronához. A vádak nyomán rövid időre kegyvesztett lett, de 1520-ban visszanyerte szabadságát, mivel az angol kormányzat nem talált alkalmasabb vezetőt az ír területek irányítására. FitzGerald folytatta politikai tevékenységét, igyekezve fenntartani a békét az angol korona és az ír klánok között. 1532-ben újra kinevezték helytartónak, ám politikai helyzete egyre ingatagabbá vált az ír klánokkal való kapcsolatának és a saját családjában zajló konfliktusok miatt. 1533-ban a király helyetteseként működött, de ekkor már érezhető volt, hogy pozícióját támadják Londonban, ahol a korona egyre közvetlenebb uralmat kívánt Írország felett. 1534-ben ismét Londonba hívták, ahol letartóztatták és a londoni Towerbe zárták, mivel fia, Thomas FitzGerald fellázadt az angol uralom ellen. Gerald FitzGerald 1534. december 12-én hunyt el a Towerben.
Halálával véget ért a Kildare-ház egyik legjelentősebb politikai vezetőjének korszaka, és családja befolyása jelentősen meggyengült a Thomas FitzGerald vezette lázadás leverése után. A 9. gróf pályafutása az ír nemesség és az angol korona közötti törékeny egyensúlyt jelképezte, amelyet végül a korona közvetlenebb hatalomgyakorlása felborított.
Thomas FitzGerald „Silken Thomas“ (1513–1537), Kildare 10. grófja

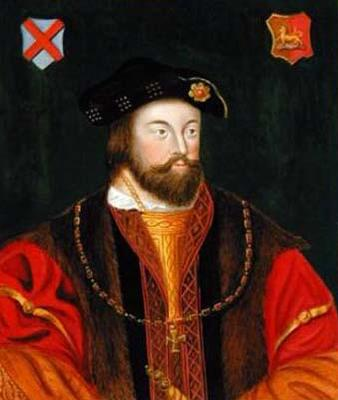
Thomas FitzGerald, Kildare 10. grófja

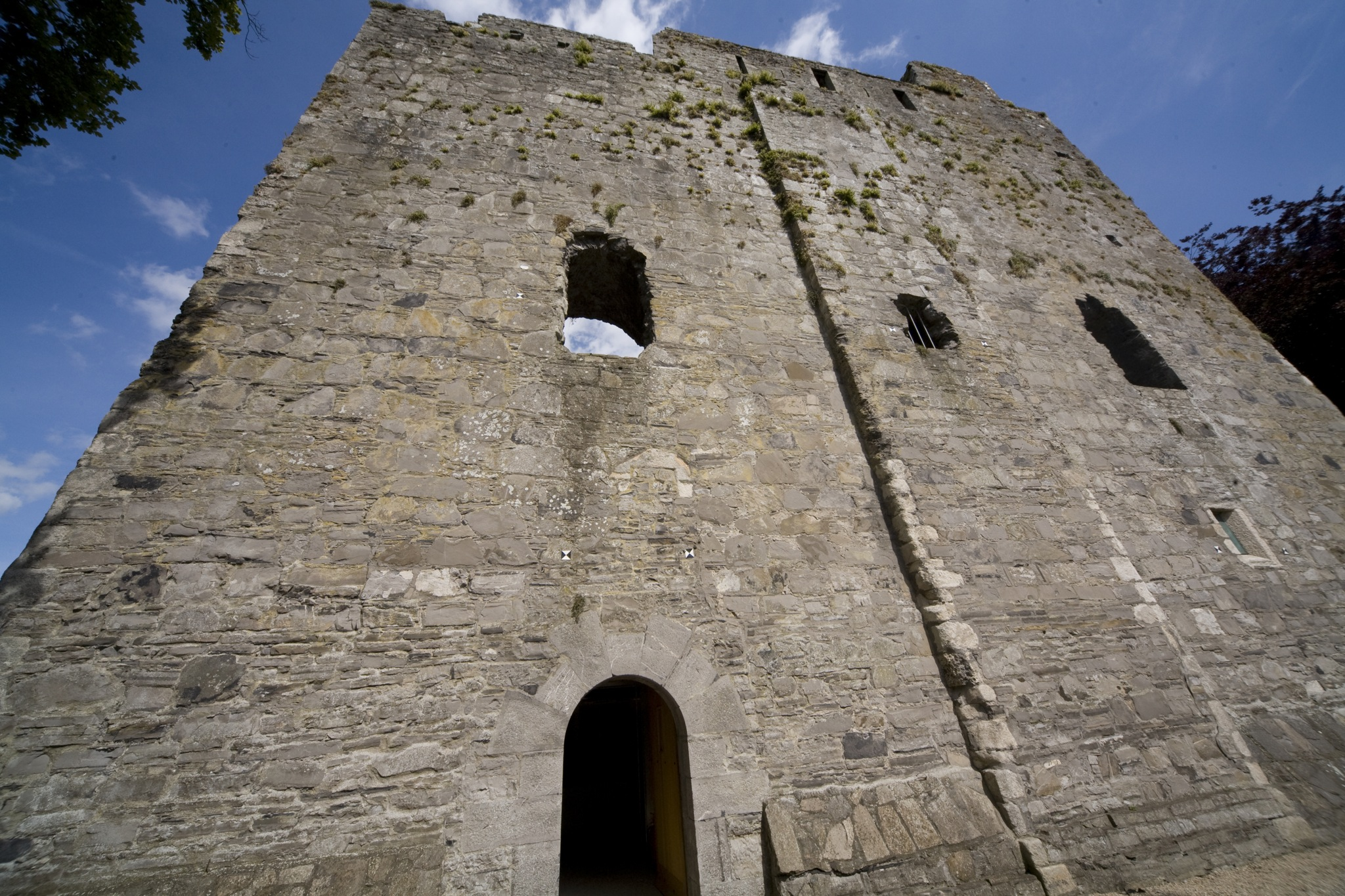
A FitzGeraldok Maynooth feletti uralma Silken Thomas, a kilencedik Kildare gróf fiának 1534-es lázadásával ért véget. 1535 márciusában William Skeffington vezette angol erők ágyúzták a hatalmas várat, modern ostromágyúikkal súlyosan megrongálva a középkori építményt. A vár tíznapos ostrom után elesett, a helyőrséget pedig a vár kapuja előtt kivégezték. Silken Thomast röviddel ezután elfogták, és öt nagybátyjával együtt a londoni Towerbe zárták. 1537. február 3-án Tyburnben árulás vádjával kivégezték őket

Thomas FitzGerald (1513 Írország – 1537 Tyburn) Apja 1534 februárjában Londonba utazott, és távollétében 21 éves fiát, Thomast nevezte ki Írország helyettes kormányzójává. Júniusban Thomas tévesen azt a hírt kapta, hogy apját kivégezték a Towerben, és hogy az angol kormányzat neki és nagybátyjainak is hasonló sorsot szán. Az álhírre reagálva 1534. június 11-én, 140 páncélos lovaggal, akik selyemszegélyes sisakot viseltek – innen a „Silken Thomas“ elnevezés –, a dublini Szent Mária-apátságban nyilvánosan megtagadta hűségét VIII. Henrik angol király iránt.  Ezt követően ostrom alá vette a dublini várat, de serege vereséget szenvedett. Visszavonult a maynoothi várba, amelyet 1535 márciusában Sir William Skeffington vezette angol erők megostromoltak és elfoglaltak. A kastély védőit kivégezték, ezt az eseményt „Maynooth Pardon“ (Maynooth kegyelem, megbocsátás) néven ismerik. Thomas támogatottsága csökkent, különösen azután, hogy felelőssé tették John Alen érsek meggyilkolásáért, aki közvetíteni próbált a felek közt. 1535 júliusában a tizedik gróf nagybátyja, Lord Leonard Grey érkezett Írországba mint új helytartó. Thomas, látva serege széthullását, megadta magát, miután Grey személyes biztonságot ígért neki. Ennek ellenére 1535 októberében a londoni Towerbe zárták. 1536-ban az angol parlament elfogadta az „Attainder of the Earl of Kildare Act 1536“ törvényt, amely megfosztotta őt és családját címeiktől és birtokaiktól, 1537. február 3-án Tyburnben kivégezték öt nagybátyjával együtt. Lázadása arra késztette VIII. Henriket, hogy fokozott figyelmet fordítson az ír ügyekre, ami hozzájárult az 1542-ben létrehozott Írország Királyságának megalapításához.
Ezen események nyomán szigorították az angol uralmat, és bevezették a „surrender and regrant“ politikáját, amelynek célja az ír nemesség hűségének biztosítása volt.  Silken Thomas lázadása jelentős fordulópontot jelentett az ír történelemben, mivel véget vetett a FitzGerald család örökletes helytartóságának, és megerősítette az angol korona közvetlen irányítását Írország felett.

### Kildare grófok a cím visszaállításától a Leinster hercegi címig
Gerald FitzGerald, a „varázsló gróf“ (1525–1585), Kildare 11. grófja (●1)

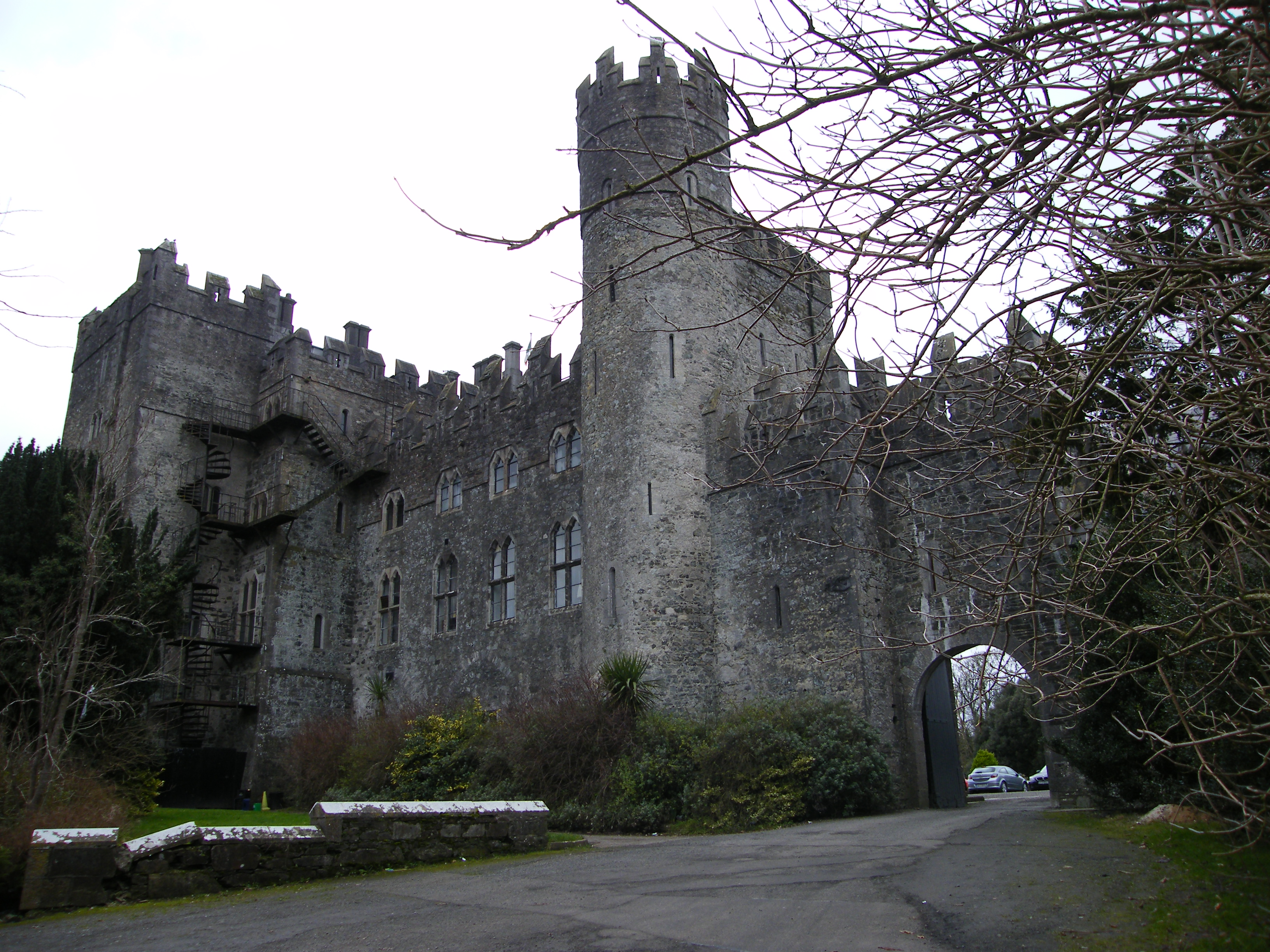
Kilkea kastély képeslapon.
Sir Walter de Riddlesford 1180-ban egy földhalomra épült várat építtetett a Kilkea kastély helyén. Egy unokája Maurice FitzGeraldhoz, Offaly 3. urához ment feleségül, így Kilkea birtoka a FitzGeraldok tulajdonába került, ahol több mint 700 évig maradt. 1426-ban Kildare 6. grófja, John FitzGerald „Kilkeát annyi új építménnyel erősítette meg, hogy szinte újjáépítette azt”. A 11., „Varázsló Gróf a legenda szerint minden hetedik évben visszatér a kastélyhoz ezüstpatkós fehér lovon. 1634-ben a kastélyt Elizabeth grófnő, Kildare 14. grófjának, Gerald FitzGeraldnak özvegye a jezsuita rendre bízta, akik 1646-ig maradtak ott. Abban az évben a rend Kilkeában látta vendégül Rinuccini érseket, a pápai nunciust, aki a Kilkenny-i Konföderációhoz érkezett.

Gerald FitzGerald, Kildare 11. grófja 1525-ben született. Apja, Gerald FitzGerald, Kildare 9. grófja kivégzése után, 1537-ben elvesztette családja címeit és birtokait. Nevelője, Thomas Leverous – később Kildare püspöke – segítségével Franciaországba menekült, majd Rómába került, ahol unokatestvére, Reginald Pole bíboros fogadta. Később a johannita lovagokkal hadjáratokat vezetett a mórok ellen, majd Cosimo de' Medici, Firenze hercegének szolgálatába állt.
VIII. Henrik angol király halála után visszatért Angliába. 1552-ben VI. Eduárd angol király visszaadta neki apja birtokainak egy részét, majd 1554. május 13-án I. Mária visszaállította vagy újra létrehozta a Kildare grófi címet, valamint kinevezte Offaly bárójává is. Az 1568-as parlament eltörölte a FitzGerald család elleni korábbi határozatát (azaz a cím– és birtokfosztást), így teljes jogú nemesként térhetett vissza Írországba.  1556-ban Kildare és Dublin megyékben békebíró tisztséget kapott, majd 1558 márciusában bekerült az ír Titkos Tanácsba.
1577-ben Angliába idézték a földadók ügyében, majd a következő években aktívan részt vett az ír lázadók és a spanyol betolakodók elleni harcokban. 1582-ben felségárulás gyanújával letartóztatták, és a londoni Towerbe zárták fiával, Henryvel és vejével, Lord Delvinnel együtt. Bár kihallgatások során nem találták bűnösnek, csak 1583 júniusában engedték szabadon, azzal a feltétellel, hogy nem közelítheti meg a királyi udvart három mérföldnél jobban, és nem hagyhatja el London környékét. 1584-ben engedélyt kapott, hogy találkozzon I. Erzsébettel, aki a grófot felmentette a vádak és büntetések alól, így Gerald visszatérhetett Írországba, ahol 1585 áprilisában megjelent a dublini parlamentben. Gerald FitzGerald 1585. november 16-án hunyt el Londonban, majd Kildare-ben temették el.
Kortársai kitűnő lovasnak, bátor, udvarias, de időnként indulatos embernek írták le. Rendkívül intelligens és művelt ember volt, „a reneszánsz gyermeke”. Kildare grófja élénken érdeklődött az alkímia iránt is. A pletykák szerint varázserővel rendelkezik, és ezzel kiérdemelte a „varázsló gróf“ becenevet. A legenda szerint minden hetedik évben visszatér a kastélyba ezüstpatkós fehér paripán lovagolva.
Henry FitzGerald (1562-1597), Kildare 12. grófja (●2)
Henry FitzGerald (1562-1597. szeptember 30.) az angol-ír oldalon harcolt távoli rokona, Hugh O'Neill elleni háborúkban. 1597 júliusában egy összecsapásban megsebesült, Droghedába szállították, Ott hunyt el 1597. szeptember 30-án sebesülései következtében. Felesége Lady Frances Howard, Nottingham grófjának leánya volt.
William FitzGerald (~1563–1599), Kildare 13. grófja (●3)
William FitzGerald angliai látogatásáról 1599 márciusában visszatérve, hogy csatlakozzon Robert Devereux, Essex 2. grófjához a Hugh O'Neill, Tyrone 2. grófja elleni háborúban, tengerbe veszett „Meath és Fingall tizennyolc főnökével együtt”.
Edward Fitzgerald (~1528–1590)
Edward Fitzgerald Kildare 9. grófjának kisebbik fia volt második feleségétől. Nővéréhez, Elizabethhez hasonlóan FitzGerald valószínűleg a maynoothi kastélyban született. 1534-ben, apja kivégzésekor Angliában tartózkodott, majd anyjával nagybátyja, Leonard Grey, Grane 1. vikomtja  Leicestershire-i Beaumanorban élt. Anyja barátai segítették a Gentlemen Pensioners hadnagyi kinevezéséhez. VI. Eduárd évi 40 font járadékot biztosított számára, amit Mária királynő is megújított. FitzGerald megtartotta helyét I. Erzsébet alatt is, 1584-re negyedévente 25 font fizetést kapott. 1563-ban, Edward Garrett néven választották meg a parlamentbe Great Grimsby képviselőjeként, sógora, Lord Clinton közbenjárására. Az ezt követő parlamentben Lichfield képviselője (1571, 1572) volt.
A Stanwell-i birtokán kívül FitzGerald Gloucestershire-ben is rendelkezett birtokokkal, amelyeket 1564-ben elidegenített. Felesége, aki tekintélyes örökösnő volt Dorsetben, Somersetben, Surrey-ben és más megyékben, 1566-ban kapta meg örökségét. Ezek közül néhányat hamarosan eladtak, de 1581-ben FitzGerald tovább növelte birtokait a Twickenham park bérleti jogának megszerzésével. Halálakor, kilenc évvel később, azonban tönkrement, valószínűleg fia, Gerald, a későbbi 14. Kildare gróf pazarlása miatt.
Gerald FitzGerald (–1612), Kildare 14. grófja
Gerald FitzGerald Kildare 14. grófja 1599-ben követte unokatestvérét a címben. A koronához lojálisan viszonyult, és több bizalmi tisztséget is betöltött. Felnőtt életének nagy részét a rokonokkal folytatott pereskedés uralta a Kildare-örökség miatt. Felesége Elizabeth Nugent, Lord Delvin leánya volt.
Gerald FitzGerald (1611–1620), Kildare 15. grófja
Gerald FitzGerald (1611. december 26. – 1620. november 11.) mindössze hathetes volt apja halálakor. Gondviselőjévé a 
Lennox hercege vált, a királyi rendelet szerint pedig a herceg unokájával kellett volna házasságot kötnie. Ez a terv azonban meghiúsult korai halála miatt, nyolcéves korában hunyt el.
George FitzGerald „tündérgróf” (1612–1660), Kildare 16. grófja

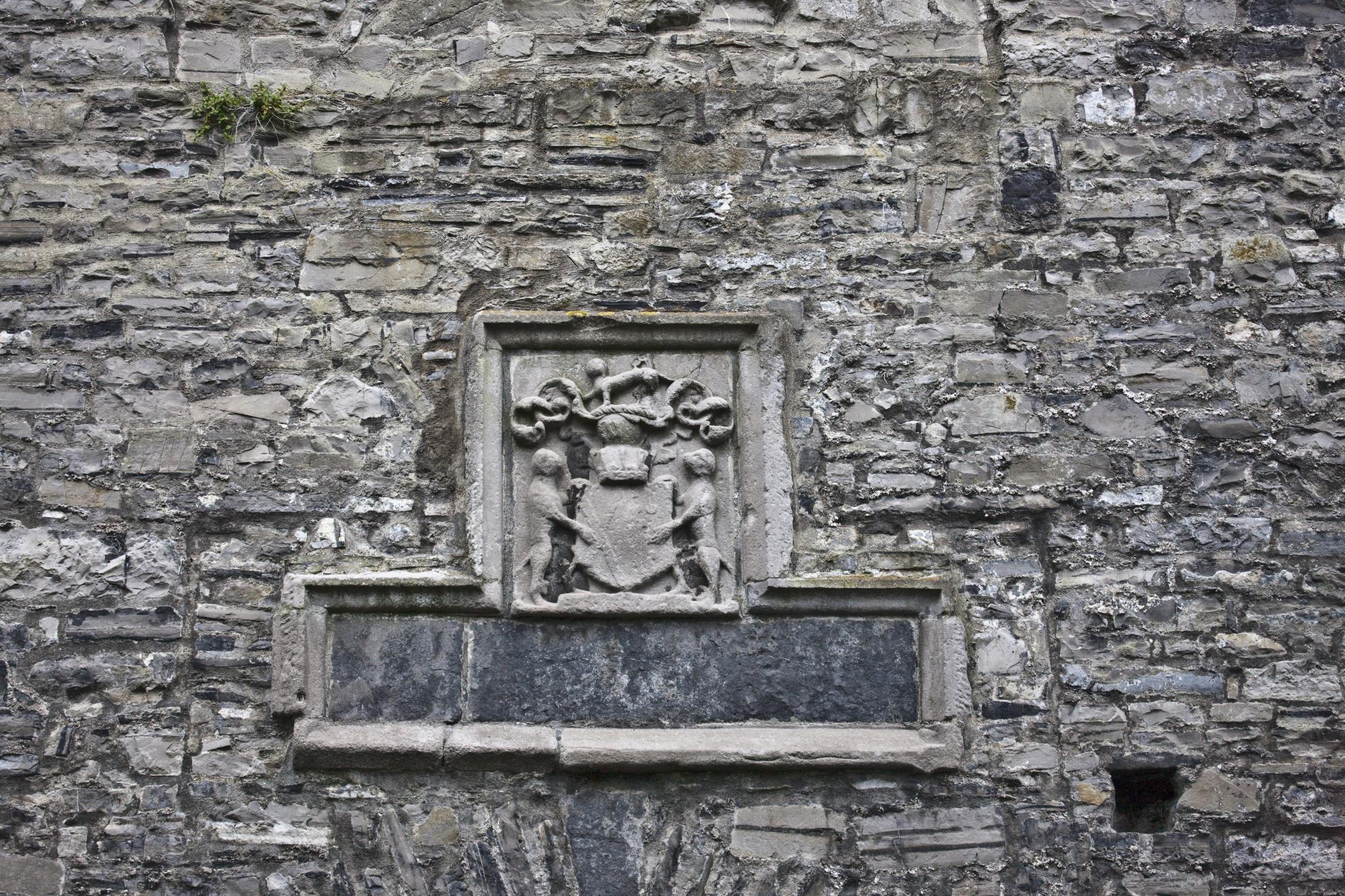
Maynooth várát 1630-35 között Richard Boyle, Cork első grófja állította helyre, miután lánya feleségül ment George FitzGeraldhoz. Azonban az 1640-es években, a Tizenegy Éves Háború során a vár nagy részét ismét elpusztították. Csak a kaputorony (amelyen a Boyles és FitzGeraldok egyesített címerei ma is láthatók) és a Solar Tower maradt fenn. A FitzGeraldok végleg elhagyták Maynoothot, és előbb a Kilkea-várat, majd a Carton House-t tették családi székhelyükké

George FitzGerald (1612. január 23. – 1660. május 29.) a 9. gróf dédunokája volt. A hét évesen árván maradt George gyámjává Richard Boyle, Cork első grófját rendelte ki I. Jakab angol király. George tizennyolc éves korában feleségül vette Boyle lányát, Joant. 1638-ban börtönbe vetették, mert nem volt hajlandó átadni birtokai tulajdoni okiratait Thomas Wentworth, Strafford grófjának, a király helytartójának. Strafford azért kérte be az földtulajdonosok iratait, hogy azokban hibát találva a földet a koronáévá nyilvánítsa, esetleg újraossza. Az átadás megtagadása az újraosztás jogának el nem ismerését jelentette. Az ír nemesek részéről ellenállás kísérte Strafford munkáját, akit 1641-ben, folyamatos intrikát követően az uralkodó árulásért kivégeztetett. Az 1641–1652 közötti ír konföderációs háborúban az angol-ír oldalon állt. Oliver Cromwell 1649-es partraszállása után ezrede másokkal együtt feloszlott. Negyvennyolc éves korában halt meg, Kildare-ben temették el. Nincs pontos forrás arra, hogy miért nevezték „tündérgrófnak”.
Wentworth FitzGerald (1634-1664), Kildare 17. grófja
Wentworth FitzGerald, Kildare 17. grófja (1634-1664. március 5.) kormányzóként szolgált a Királyi–, a Királynő– és Kildare megyékben. 1660-ban örökölte a Kildare gróf címet. Bár Nottinghamshire-ben nem rendelkezett birtokkal, 1660 áprilisában megválasztották East Retford parlamenti képviselőjévé. 1661-ben elfoglalta helyét az ír Lordok Házában, és letette esküjét az ír Titkos Tanács tagjaként, mindkét testületnek aktív tagja volt.
John FitzGerald (1661-1707), Kildare 18. grófja
John FitzGerald 1683-ban az Oxfordi Egyetem Doctor of Civil Law (polgári jogi doktor) fokozattal tüntette ki. 1689-ben II. Jakab ír parlamentje elkobozta birtokait , amelyek éves jövedelme Írországban 6800 font, Angliában pedig 200 font volt. A protestáns földbirtokosok birtokainak elkobozása azt a célt szolgálta, hogy támogassa az ír katolikusokat és finanszírozza a jakobita ügyet. A család adarei és croomi birtokait eladta, hogy fedezze más birtokainak adósságait.
Robert FitzGerald (1637–1697)
Robert FitzGerald, Kildare 16. grófjának második fia, és a 19. gróf apja, 1637 augusztusában született. Aktívan támogatta II. Károly restaurációját. Birtokokat kapott, és számos bizalmi pozícióval, valamint jövedelmező tisztséggel tüntették ki. Mivel ellenezte II. Jakab ír politikáját, megfosztották földjeitől, és egy ideig a Trinity College-ban tartották fogva körülbelül ötven másik előkelő személlyel együtt. A Boyne-i csata hírére kiszabadult, és azon munkálkodott, hogy megóvja Dublint a fosztogatástól a város III. Vilmosnak való megadása előtt. Július 6-án, amikor Vilmos állami ceremónia keretében belépett Dublinba, FitzGerald adta át neki a vár és a város kulcsait. A király visszaadta a kulcsokat, mondván: „Uram, jó kezekben vannak, megérdemli, hogy megtartsa őket.” Röviddel ezután visszakapta minden birtokát és tisztségét, valamint újra kinevezték a Titkos Tanácsba. 1699. január 31-én hunyt el, 61 éves korában.
Robert FitzGerald (1675–1743), Kildare 19. grófja

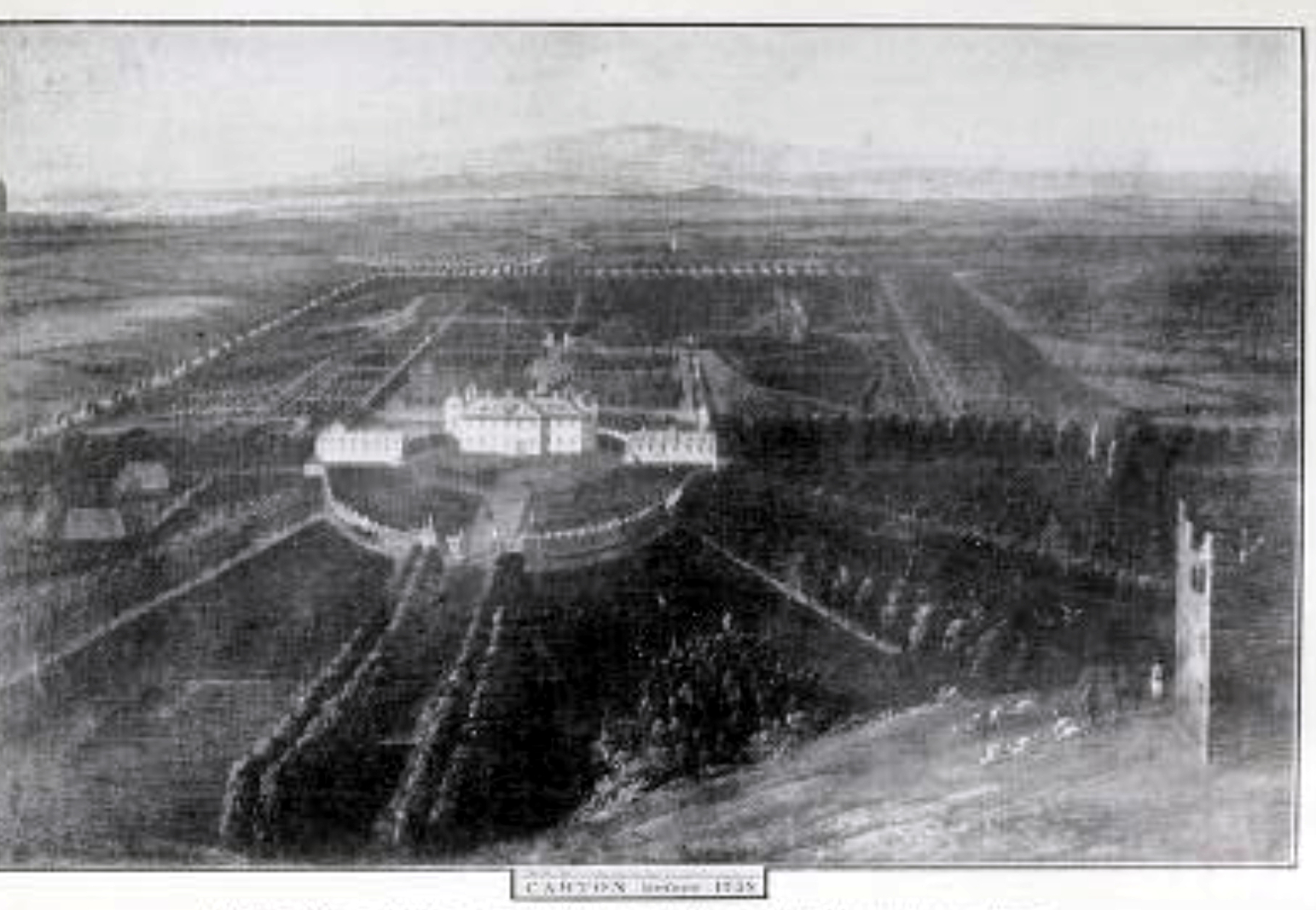
A Carton Demesne a elején. A Carton House vidéki ház és a környező birtok több mint 700 éven át a Kildare grófok és Leinster hercegeinek ősi rezidenciája volt. Dublin központjától 23 km-re nyugatra, a Kildare megyei Maynoothban található. A Carton birtok eredetileg körülbelül volt, ebből ma foglal magában. Kétszáz éven át a birtok Írország legkiválóbb példája volt a györgykori stílusú parkosított tájra. A 2000-es években a birtok nagy részét két golfpályává alakították, míg a házat egy szállodakomplexummá fejlesztették

Robert FitzGerald (1675. május 4. – 1743. február 20.) a 16. gróf unokájaként született. Miután Maynooth kastélya (a szócikk több képen is megmutatja) helyreállíthatatlan állapotban volt, megvásárolta a Carton házat, amely a család rezidenciája lett. Életmódját „rendkívül formálisnak és kifinomultnak“ írták le, állítólag még az esküvőjén sem vette le a kesztyűjét, amikor feleségét megölelte. Erős és őszinte vallási meggyőződése miatt meglehetősen szokatlan volt a korabeli ír nemesség körében. Kildare grófjaként 1710-ben tagja lett az Ír Titkos Tanácsnak, 1714-ben Írország lord bírójaként szolgált.

#### A Kildare grófok családfája
A családfán nem szerepel az összes leszármazott, nem tüntettük fel az összes feleséget és gyereket.
Van a hatodik gróf körül Wikidata kavar.
... az előző családfa! (Kildare grófok előtt)

- John FitzGerald (1250-1316)  Offaly 5. ura,  Kildare 1. grófja (1316)
  - Thomas FitzGerald (–1328),  Kildare 2. grófja ∞ Joan de Burgh (~1300-1359)
    - Richard FitzGerald (–1331),  Kildare 3. grófja
    - Maurice FitzGerald (1318–1390),  Kildare 4. grófja 
      - Gerald FitzGerald (–1432),  Kildare 5. grófja 
        - Richard FitzGerald (–~1370)
        - Joan FitzGerald (–1452) ∞ James Butler (1392–1452), Ormond  4. grófja

      - John FitzGerald (–1432),  Kildare 6. grófja
        - Thomas FitzGerald (1421 – 1478),  Kildare 7. grófja
          - Eleanor FitzGerald (–1497) ∞ Conn O'Neill (–1493)[m 39], Ulster királya[m 40]
            - Con 'Baccach' O'Neill (~1484–~1559),  Tyrone 1. grófja[m 41]
              - Matthew O'Neill (1520–1558)[m 42], Dungannon 1. bárója
                - Hugh O'Neill (1540–1616)[m 43],  Tyrone 2. grófja

              - Shane O'Neill (1530–1567)[m 44]

          - Gerald FitzGerald  (~1456 – 1513),  Kildare 8. grófja
            - Margaret FitzGerald (–1542) ∞ Piers Butler (~1467–1539),  Ormond 8. grófja
            - Gerald FitzGerald (1487–1534),  Kildare 9. grófja ∞ Elizabeth Grey (1497-1548)[m 45]
              - Thomas FitzGerald „Silken Thomas“ (1513–1537),  Kildare 10. grófja
              - Gerald FitzGerald (1525–1585),  Kildare 11. grófja (●1)
                - Mary FitzGerald (1556–1610) ∞ Christopher Nugent (1544-1602)[m 46]
                  - Richard Nugent (1583–1642)[m 47],  Westmeath 1. grófja ( 1621)
                    - ... innen  Westmeath grófjai a mai napig

                - Henry FitzGerald (1562-1597),  Kildare 12. grófja (●2) ∞ Frances Howard (–1628)
                - William FitzGerald (~1563–1599),  Kildare 13. grófja (●3)

              - Edward Fitzgerald (~1528–1590)
                - Gerald FitzGerald (–1612),  Kildare 14. grófja
                  - Gerald FitzGerald (1611–1620),  Kildare 15. grófja

                - Thomas FitzGerald (–1619)
                  - George FitzGerald (1612–1660),  Kildare 16. grófja ∞ Joan Boyle (1611–1656)
                    - Wentworth FitzGerald (1634-1664),  Kildare 17. grófja
                      - John FitzGerald (1661-1707),  Kildare 18. grófja

                    - Robert FitzGerald (1637–1697)
                      - Robert FitzGerald (1675–1743),  Kildare 19. grófja
                        - James FitzGerald (1722–1773),  Kildare 20. grófja,  Kildare 1. márkija ( 1761),  Leinster 1. hercege ( 1766) ∞ Emily Mary Lennox (1731–1814)
                          - ... a családfa itt folytatódik! (Leinster hercegek)

                        - Margaretta FitzGerald (1729–1766) ∞ Wills Hill (1718–1793)[m 48],  Hillsborough 2. vikomtja,   Hillsborough 1. grófja ( 1751),  Downshire márkija ( 1789)
                          - ... innen  Downshire márkija grófjai a mai napig

              - Elizabeth FitzGerald „a Szép Geraldine“ (~1538–1589/90)[m 49]

      - Joanne ∞ Donal MacCarthy Reagh (1365–1414)[m 50], Carbery 5. királyi hercege

  - Joan FitzGerald (1282–1320) ∞ Edmund Butler (1268-1321)[m 18],  Carrick grófja
    - James Butler (1304–1338),  Ormond 1. grófja ( 1328)
      - ... innen  Ormond grófjai 1997-ig, azóta alvó cím[m 51]

### Leinster hercegei
James FitzGerald (1722–1773) Kildare 20. grófja, Kildare 1. márkija (1761), Leinster 1. hercege (1766)

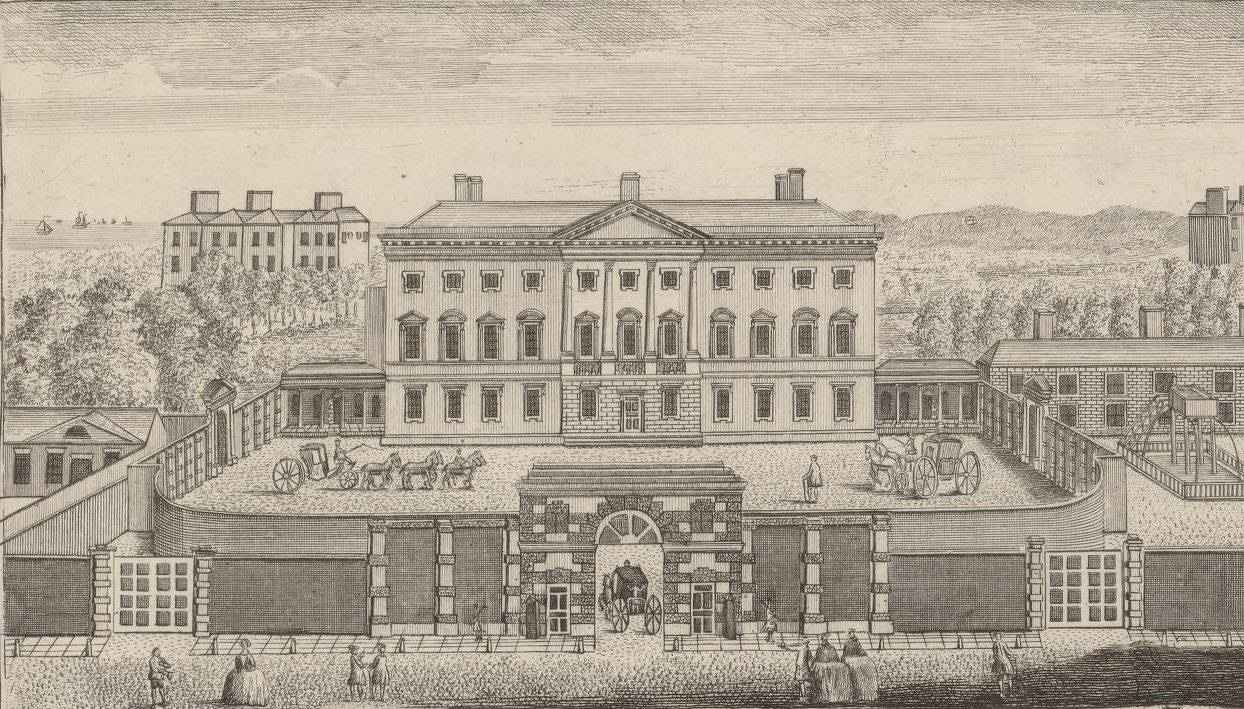
A Leinster-ház John Rocque 1757-es rajzán. Az épület ma az Oireachtas, azaz az ír parlament. Amely a Kildare úton áll

James FitzGerald (1722. május 29 – 1773. november 19.) az ír Athy választókerület képviselőjeként kezdte politikai pályafutását az ír parlamentben 1741-ben, mint Lord Offaly. Az 1745-ös jakobita felkelés idején, már grófként, felajánlotta, hogy saját költségén alakít egy ezredet Old Pretender (jakobita trónkövetelő) ellen. 1746-ban az ír titkos tanács tagja lett, majd 1747-ben helyet kapott az angol Lordok Házában, mint az újonnan kreált Leinster vikomtja ( 1747). A kinevezés két héttel követte a gróf esküvőjét, ahol a Stuart-ház vezetőjének, Charles Lennox Richmond és Lennox 2. hercegének, Aubigny 2. hercegének lányát, Emily Mary Lennoxot vette el. A házasság a királyság egyik legfontosabb családjával kapcsolta össze Kildare grófját.
Leinster House néven jelentős rezidenciát építtetett Dublin kevésbé felkapott részén, amely az ír arisztokrácia egyik központjává vált. Politikai szerepvállalása során közvetítő politikát folytatott az ír radikálisok és a brit kormány támogatói között, és 1754-ben sikeresen elérte a királynál George Stone dublini érsek eltávolítását az ír titkos tanácsból. 1756-ban lord helytartó lett, 1758-ban az ír tüzérség főparancsnoka, 1760-ban pedig megalapította az Ír Királyi Tüzérségi Ezredet. Mindezek hozzájárultak, hogy 1761-ben Kildare márkijává ( 1761) emelte III. György brit király. Ő volt az első az ír főrendi márki.
James FitzGerald, Kildare márkija, 1766-ban lett Leinster hercege ( 1766 II).
A kinevezésre azért került sor, mert Hugh Smithson, Smithson feudális bárója, 1740-ben feleségül vette Elizabeth Seymour-t (1716–1776), Algernon Seymour, Somerset 7. hercegének (1684–1750) lányát és egyetlen örökösét. 1749-ben Smithson felvette a Percy nevet, ami az adott korban szokásos volt a jelentős örökségek biztosítására. Algernon Seymour halála után Hugh Percy megkapta a hercegi cím első alcímét – Northumberland grófja –, majd 1766-ban a történelmi Percy dinasztia társadalmi és politikai státuszának megerősítése érdekében Northumberland hercegévé ( 1766 III) nevezték ki.
Mivel Percy Írország helytartójaként is szolgált, ez veszélyeztette James FitzGerald, Kildare márkija, Írország legbefolyásosabb nemesének presztízsét – amit az érintett szóvá is tett. A brit korona ezért politikai és társadalmi megfontolásokból FitzGeraldot is hercegi rangra emelte, hogy megőrizze hűségét. Ez a lépés biztosította mindkét fél elégedettségét, miközben fenntartotta a nemesi hierarchia egyensúlyát és szabályait.
Az új herceg politikailag kevésbé aktív lett, de 1771-ben tiltakozott az ír parlament azon kérése ellen, hogy Lord Townshend maradjon az ír lord helytartó. Halála után a dublini Christ Church-ben temették el.
William FitzGerald (1749–1804), Leinster 2. hercege KP

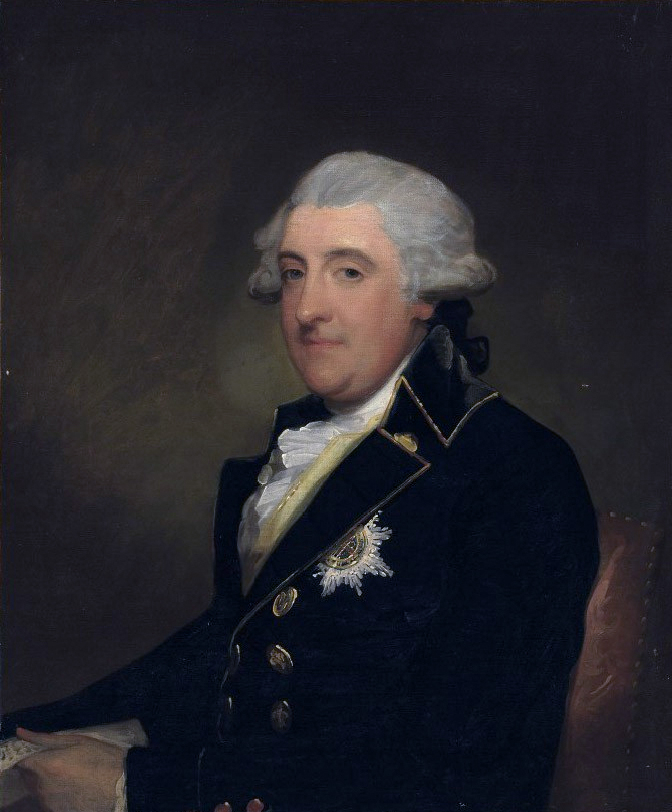
Gilbert Stuart (1755–1828): William FitzGerald, Leinster 2. hercegének portréja. A képen félalakos ábrázolásban látható, a Szent Patrik-rend kitüntetését viselve. Olajfestmény, XVIII. század.

William Robert Fitzgerald (1749. március 13. London – 1804. október 20. Dublin) tanulmányait az Eton College-ban végezte, majd 1765-ben lovassági alhadnagy rangot szerzett. 1767-től 1773-ig Dublin város parlamenti képviselője volt. 1772-ben Kildare megye seriffjeként szolgált. Az Ír Egyesült Királyság Parlamentjében mérsékelt politikusként tevékenykedett, de aktív politikai szerepet nem vállalt. 1783-ban a Szent Patrik-rend alapító lovagja volt. 1799-ben támogatta az Ír Parlament megszüntetését, bár ez személyes befolyását csökkentette. Az Egyesülési Törvény értelmében jelentős anyagi kompenzációt kapott az elvesztett befolyásáért. Életében kedves, jó természetű emberként ismerték, aki jó földesúr és odaadó családapa volt.
Augustus FitzGerald (1791–1874), Leinster 3. hercege
Augustus Frederick FitzGerald tizenhárom évesen örökölte a hercegi címet apja halála után. Az Eton College-ban és az oxfordi Christ Church-ben tanult. Politikusként a Whig párt hűséges támogatója volt, és kiállt a katolikus emancipáció, a Reform Bill és más liberális reformok mellett. Egész életét Írországban töltötte, ahol jelentős időt fordított birtokai irányítására és társadalmi pozíciójával járó feladatokra. 1831-ben Kildare megye helytartójává nevezték ki, a tisztséget haláláig viselte. Ugyanebben az évben az Ír Titkos Tanács tagja lett. 1836 és 1841 között az Írország Nemzeti Oktatási Bizottságának tagjaként tevékenykedett. Rendkívüli kifinomultságáról és kedvességéről ismerték.
FitzGerald halála így egy korszak végét jelentette, amikor az ír arisztokrácia még látszólagos befolyással bírt a brit-ír kapcsolatokban, helyét fokozatosan vette át egy új, nacionalista és demokratikus mozgalmak által dominált politikai rend. Az Egyesülési Törvény (1800) és az azt követő politikai változások gyökeresen átalakították Írország társadalmi és politikai szerkezetét. Az ír arisztokrácia, különösen az Egyesült Királyság parlamentjében képviselt elit, fokozatosan veszítette el politikai súlyát az ír függetlenségi mozgalmak és a brit centralizáció hatására. A nagy ír éhínség (Great Irish Famine) (1845–1852) idején az arisztokrácia szerepe megkérdőjeleződött, mivel sok földbirtokos nem tudott hatékonyan segíteni a lakosságon. Ez jelentős társadalmi feszültséget és az arisztokrácia iránti bizalom megrendülését eredményezte. A XIX. század végére az ír földreformok, például a földbérlők számára biztosított vásárlási lehetőségek, valamint a brit arisztokrácia általános hanyatlása a hagyományos földbirtokos réteg befolyásának végéhez vezetett. Augustus FitzGerald egyike volt azon arisztokraták közé, akik még aktív szerepet vállaltak a politikában és közigazgatásban, például Írország lordhelytartójaként. Halála után a családja már nem játszott központi szerepet az ír politikai életben.
Charles FitzGerald (1819–1887), Leinster 4. hercege
William Robert FitzGerald (1818. június 4. – 1893. február 19.) tanulmányait az Oxfordi Egyetem Christ Church kollégiumában fejezte be 1839-ben. 1841-től 1887-ig az Írországi Nemzeti Oktatási Bizottság tagja volt, ahol jelentős szerepet játszott az ír oktatási reformokban. 1843-ban Kildare megye seriffje lett, majd 1847 és 1852 között liberális képviselőként szolgált az ír parlamentben. A Dublin Lövészek 3. zászlóaljának tiszteletbeli ezredese volt. 1870 és 1881 között a Queen's University of Ireland kancellárjaként dolgozott, Viktória királynő 1870-ben báró Kildare ( 1870) címet adományozott számára, hogy részt vehessen a londoni Lordok Háza ülésein. 1879-ben kinevezték az ír titkos tanács tagjává (Privy Councillor). FitzGerald irodalmi tevékenységével is kiemelkedett, legismertebb műve a The Earls of Kildare, amely a család történetét dolgozta fel.
Gerald FitzGerald (1851–1893), Leinster 5. hercege
Gerald FitzGerald (1851. augusztus 16. Dublin – 1893. december 1.) tanulmányait az Eton College-ban végezte. 1888-ban kinevezték az ír titkos tanács (Privy Council of Ireland) tagjává, ami politikai és társadalmi befolyását tovább erősítette. 1892-től haláláig Kildare megye helytartójaként szolgált.
Maurice FitzGerald (1887–1922), Leinster 6. hercege
Maurice FitzGerald (1887. március 1. – 1922. február 4.) mindössze hatéves korában, 1893. december 1-jén örökölte a Leinster hercege címet. Tanulmányait az Eton College-ban végezte. Törékeny egészsége miatt élete jelentős részében gondoskodást igényelt.  1903-ban kiskorúsága alatt a család kildarei birtokainak nagy részét gyámjai eladták az Ír Földbizottságon keresztül, ez 506 bérlő gazdát és nagyjából 18 000 hektár földet érintett. A család ezzel jelentős anyagi alapot hozott létre. Maurice egészségi állapota miatt nem tudott aktívan részt venni sem a család vezetésében, sem közéleti szerepvállalásban. 1907-től haláláig az edinburghi Craig House kórházban, egy pszichiátriai intézményben élt, ahol saját villájában lakott komornyikja kíséretében. Bár 15 évesen a királyi udvarban is megjelent VII. Eduárd és Alexandra királyné koronázásán, későbbi életét a betegséggel való küzdelem és a visszavonultság határozta meg. Maurice FitzGerald 1922. február 4-én, 34 évesen hunyt el Edinburghban. A Leinster hercege címet öccse, Edward FitzGerald örökölte.

Edward FitzGerald (1892–1976), Leinster 7. hercege
Edward FitzGerald (1892. május 6. – 1976. március 8.) bátyjához hasonlóan tanulmányait az Eton College-ban végezte. Az első világháború alatt hadnagyi rangot szerzett a West Riding Regimentben, részt vett a Gallipoli hadjáratban, ahol megsebesült. Később az Ír Gárdában is szolgált. A második világháború idején, 1939 és 1942 között ismét aktív szolgálatot teljesített.
A 6. herceg fiatalkorában, gyámsága alatt a család jelentős birtokait eladták el az Ír Földbizottság közvetítésével. Az eladásokból származó összeg 766 000 font (kb. 48,3 milliárd forint, 2024) volt, amelyből fedezték az adósságokat, jelzálogokat és egyéb költségeket. A fennmaradó 272 000 fontot (kb. 17,1 milliárd forint, 2024) a családi alapítványok számára különítették el. Az alapítványi pénzek kezelése nem volt hatékony, a maradék vagyon nem biztosította a család arisztokratikus életmódjának hosszú távú fenntartását. A pénzügyi nehézséget súlyosbította a hetedik herceg életvitele.
A háború végén, 1918-ban jelentett először pénzügyi csődöt, ezt követően örökölte meg 1922-ben a hercegi címet. Az első felesége May Juanita Etheridge (1892. augusztus 4. – 1935. február 11.) volt, aki kórustáncos és színésznő volt a londoni West End színházaiban. Egyik szerepe után „Rózsaszín Pizsamás Lány“ („Pink Pajama Girl“) becenéven volt ismert, amikor 1913. június 12-én elvette a szerencsejáték függő hetedik herceg. Egy évre rá megszületett a herceg cím örököse. A házaspár 1922-ben különvált, a herceg heti körülbelül 10 fontot fizetett feleségének azzal a feltétellel, hogy visszavonultan él, és nem próbál kapcsolatba lépni fiukkal. 1926-ban a herceg válókeresetet nyújtott be, amelyben a felesége félrelépését nevezte meg válóoknak – ez a vagyona és a tartásdíj szempontjából volt fontos. A pár 1930-ban vált el. Házasságának lezárása után May Etheridge a May Murray nevet vette fel hivatalos névváltoztatással. 1935-ben öngyilkosságot követett el altató túladagolásával.
A különválással egyidejűleg (1922) jelentett másodszor pénzügyi csődöt Edward, majd harmadszor 1936-ban. A második felesége (Agnes) Raffaelle Van Neck (1902–1993) volt, egy amerikai társasági hölgy. A herceg és Mrs. Van Neck 1932. december 1-jén házasodtak össze Londonban; 1946-ban váltak el, miután néhány évet Skóciában éltek. A herceg így nyilatkozott a válásukról: „Azt mondta, hogy nem tud együtt élni fekete arcú juhokkal és tavakkal, és bizonyos igazságot láttam ebben.”
Harmadik felesége korábban színésznőként és zenés varietéművészként dolgozott, szakmai nevén Denise Ormeként lett ismert. Negyedik felesége egy pincérnő, Vivien Irene Conner volt, 1965-ben házasodtak össze.
A herceg szenvedélyes szerencsejátékosként jelentős adósságokat halmozott fel, ami miatt háromszor is csődbe ment: 1918-ban, 1922-ben és 1936-ban. Pénzügyi problémái miatt kénytelen volt eladni a családi birtokokat, beleértve a Carton House-t is. Élete végén Londonban, egy szerény lakásban élt. Edward FitzGerald 1976. március 8-án, 83 éves korában hunyt el Londonban. Halálát öngyilkosság okozta, túladagolás következtében vesztette életét.
Gerald FitzGerald (1914–2004), Leinster 8. hercege
Gerald FitzGerald (1914. május 27. London – 2004. december 3.) szülei házassága korán megromlott. Gyermekkorának nagy részét nagynénje, Adelaide FitzGerald gondozásában töltötte a wexfordi Johnstown kastélyban. Tanulmányait az Eton College-ban végezte, majd a sandhursti Királyi Katonai Akadémia folytatta, ahol tiszti képesítést szerzett. A második világháború alatt a 5. Royal Inniskilling Dragoon Guards őrnagyaként szolgált, és a normandiai harcok során megsebesült, ami miatt leszerelték. A háború után megpróbálta gazdálkodni a kilkeai kastélyhoz tartozó birtokon Kildare megyében, de ez nem bizonyult jövedelmezőnek. Az 1960-as évek elején Oxfordshire-be költözött, ahol a repülőgépiparban dolgozott. Kétszer nősült: első felesége Joane Kavanagh volt, akitől 1946-ban vált el, második felesége Anne Eustace-Smith, akivel 1946-ban kötött házasságot. Öt gyermekük született.
Maurice FitzGerald (1948. április 7.–), Leinster 9. hercege
Maurice FitzGerald (1948. április 7.–) tanulmányait a somerseti Millfield Schoolban végezte, szakmája szerint tájépítész.  2004-ben, apja halálát követően örökölte a Leinster hercege címet, ezzel Írország legmagasabb rangú nemesévé vált. 1972. február 19-én feleségül vette Fiona Mary Hollickot.  Három gyermekük született: Thomas FitzGerald, Offaly grófja (1974–1997), Francesca Emily Purcell FitzGerald és Pollyanna Louisa Clementine FitzGerald. Fia, Thomas, 1997-ben közlekedési balesetben elhunyt, így a hercegi cím örököse jelenleg unokaöccse, Edward FitzGerald.

#### Leinster hercegei családfája
A családfán nem szerepel az összes leszármazott, nem tüntettük fel az összes feleséget és gyereket. A családfán ◎ jelzi a cím-követelési ügy érintetteit. A jelzettek és a FitzGerald család között feltüntetett kapcsolat vélelmezett, nem bizonyított, csak a könnyebb megértést segíti.
A Kildare grófok családfája :: Leinster 1. hercege az előző családfán

- James FitzGerald (1722–1773),  Kildare 20. grófja,  Kildare 1. márkija ( 1761),  Leinster 1. hercege ( 1766) ∞ Emily Mary Lennox (1731–1814)
  - William FitzGerald (1749–1804), Leinster 2. hercege
    - Augustus FitzGerald (1791–1874), Leinster 3. hercege
      - Charles FitzGerald (1819–1887), Leinster 4. hercege ∞ Caroline Sutherland-Leveson-Gower (1827–1887)
        - Gerald FitzGerald (1851–1893), Leinster 5. hercege ∞ Hermione Duncombe (1864. március 30. – 1895. március 19.)
          - Maurice FitzGerald (1887–1922), Leinster 6. hercege
          - Desmond FitzGerald[m 63] (1888–1916) ◎ (1888–1967)
            - ◎Patricia
            - ◎Leonard FitzGerald
              - ◎Paul FitzGerald (1967–)

            - ◎Theresa Caudill (1925–)

          - Edward FitzGerald (1892–1976), Leinster 7. hercege
            - Gerald FitzGerald (1914–2004), Leinster 8. hercege
              - Maurice FitzGerald (1948–), Leinster 9. hercege
              - John FitzGerald (1952–2015)[75]
                - (1) Edward Fitzgerald (1988–)

        - Charles FitzGerald (1859–1928)
          - Rupert Augustus FitzGerald (1900–1969)
            - (2) Peter Charles FitzGerald (1925–)
              - (3) Stephen Peter FitzGerald (1953–)

  - Edward FitzGerald[m 64][76]

### Cím-követelő
A családfán ◎ jelzi a cím-követelési ügy érintetteit. A jelzettek és a FitzGerald család között feltüntetett kapcsolat vélelmezett, nem bizonyított, csak a könnyebb megértést segíti.
2005-ben Theresa Pamella Caudill – magát Desmond FitzGerald lányának mondva – nyújtott be igényt az Alkotmányügyi Minisztériumhoz (Department of Constitutional Affairs) unokaöccse, Paul FitzGerald kaliforniai építési vállalkozó nevében. Állítása szerint Paul a jogos örököse a Leinster hercegi címének. Két eltérő történet lett ismert a követelés bizonyítására.
Az egyik szerint Desmond FitzGerald őrnagy (1888–1916) 1916-ban nem halt meg, hanem Amerikába menekült, ahol új életet kezdett. Három gyermeke született. Az egyik a követelést kezdeményező Theresa, a másik Leonard – akinek a fia Paul, akit nagynénje hercegnek tart – és a harmadik Patrícia, de utóbbiról nincs információ. Ennek az alaptörténetnek az alvariánsa, hogy Desmond FitzGerald 1929-ben, hivatalos halála után, dokumentumcsomagot helyezett el a Lordok Házának Korona Hivatalánál (Crown Office of the House of Lords), amelyet Eduárd walesi herceg (későbbi VIII. Eduárd), Sir Edgar Vincent és Lord Feversham hitelesítettek. Ez a mindent bizonyító iratcsomag azonban vagy nem létezett vagy eltűnt. Az iratok állítólag arról szóltak, hogy Desmond egy generációra átengedi a Leinster hercege címet az őt követő jogos örökösnek. 2006 februárjában Lord Falconer of Thoroton, Lord Chancellor (2003–2007) és Harriet Harman, az Alkotmányügyi Minisztérium államtitkára megvizsgálta az ügyet. Lord Falconer elutasította az igényt, annak ellenére, hogy Paul FitzGerald családja 30 éven át kampányolt az ügy érdekében, amely állítólag 1,3 millió fontba került. A Lord Chancellor megállapította, hogy a cím továbbra is az akkori birtokosnál, Maurice FitzGeraldnál maradt. Paul FitzGeraldnak joga van fellebbezni az ítélet ellen, petíciót nyújthat be az uralkodónak.
A másik nehezebben követhető magyarázat szerint a Leinster család többszörös személycserét hajtott végre, a három fivér – Maurice, Desmond és Edward – időről-időre másnak adta ki magát, a magyarázat egyik változatában még egy külső közeli családtag is szerepel.
Az ügy lenyugodni látszott, amikor 2010-ben DNS-bizonyítékot mutattak be, amely arra utal, hogy Paul FitzGerald rokonságban áll Leinster 5. hercegének feleségével, Hermione Duncombe-mal, a három fivér édesanyjával. Az eredmény értelmében 97,62 százalék a valószínűsége, hogy Paul FitzGerald és Hermione Duncombe rokonok (értelemszerűen 2,38 százalék a valószínűsége, hogy nem rokonok). Az egyértelmű rokonságot 99,99 százalék vagy afölött mondják ki (és akkor is van hibalehetőség). A teszt ugyanakkor nem bizonyítja, hogy Paul FitzGerald és az ötödik herceg között rokonság lenne és természetesen nem is cáfolja azt.
Mivel az ügy képviselője Theresa Pamella Caudill 2015. július 25-én elhunyt, és más családtag, beleértve Paul FitzGeraldot is, nem jelezte, hogy folytatni kívánná a címért a küzdelmet.

### Címer
Leinster hercegének címere a következő elemekből áll: A pajzs ezüst színű, rajta vörös András-kereszt található. A sisakdísz egy természetes színű, álló majmot ábrázol, amelyet középen egy egyszerű arany nyakörv és lánc vesz körül. A pajzstartók mindkét oldalon hasonló majmokat jelenítenek meg, amelyek megegyeznek a sisakdísz ábrázolásával, nyakörvvel és lánccal. A címer jelmondata: „Crom a Boo“.
A majmok először Kildare grófi címerében tünnek fel a XV–XVI. században. A legendák szerint a Kildarék egyik kastélya kigyulladt, és a díszállatként tartott majmok menekítették ki az egyik csecsemőt.
Az ír nyelvű „Crom a Boo“ jelentése körülbelül „Crom segítségével győzelem!“ Azonban a pontos értelmezés némi vitára ad okot a történészek között.
Az egyik álláspont szerint Crom a FitzGeraldok birtokon egy földrajzi hely, a legvalószínűbb, hogy a Kildare megyei Crom Castle vagy annak környezete lehetett a névadó. A másik elmélet szerint a Crom ősi, pogány istenségre (Crom Cruach) utalhat, bár ez kevésbé valószínű, mivel a FitzGerald család erősen keresztény volt. Ír nyelvben az abú jelentése: győzelemre, előre vagy fel! A FitzGeraldok riválisai, a Butler család is hasonló jelmondatot használt: Ormond Abú.

### Leinster hercege további címei
- Kildare 28. grófja ( 1316. május 14.)
- 14. báró Offaly ( 1620. július 29.)
- Leinster 9. vikomt a Buckingham megyei Taplow-ból,  ( 1747. február 21.)
- Kildare 9. márquess ( 1761. március 19.)
- Offaly 9. grófja ( 1761. március 19.)
- Leinster 9. hercege (, 1766. november 26.)
- 6. báró Kildare ( 1870. május 3.)
- Írország főrendjében a legrégebben létező és élő (Premier) herceg, márki és gróf címek birtokosa